# Feijó (Almada)
Feijó is een plaats (freguesia) in de Portugese gemeente Almada en telt 16 072 inwoners (2001).